# ديفيد دي فريتاس
ديفيد دي فريتاس (13 مارس 1986 بريو دي جانيرو في البرازيل - ) هو لاعب كرة قدم برازيلي في مركز الهجوم. لعب مع Ipatinga Futebol Clube ‏.

## وصلات خارجية
- ديفيد دي فريتاس على موقع قاعدة بيانات كرة القدم.إي يو (الإنجليزية)